# Henri Konan Bédié
Aimé Henri Konan Bédié (n. 5 mai 1934, Daoukro, Lacs District⁠(d), Coasta de Fildeș – d. 1 august 2023, Abidjan, Coasta de Fildeș) a fost un politician ivorian. A fost președinte al Coastei de Fildeș între 1993 și 1999, iar mai târziu președinte al Partidului Democrat din Coasta de Fildeș - Raliul Democrat African (PDCI-RDA). Înainte de a deveni președinte, a fost membru și președinte al Adunării Naționale a Coastei de Fildeș. El a căutat fără succes un alt mandat ca președinte la alegerile prezidențiale din 2020.

## Tinerețe
Aimé Henri Konan Bédié s-a năăscut la Dadiékro, departamentul Daoukro, la 5 mai 1934. După ce a studiat în Franța, a devenit primul ambasador al Coastei de Fildeș în Statele Unite și Canada după obținerea independenței în 1960, iar din 1966 până în 1977 a servit în guvern ca ministru al Economiei și Finanțelor. În timp ce a ocupat funcția de ministru de finanțe, Bédié a devenit primul preșeedinte al Comitetului de dezvoltare comun al FMI și al Băncii Mondiale, deținând acest post din 1974 până în 1976. A fost consilier special al corporației financiare internaționale a Grupului Băncii Mondiale din 1978 până în 1980.
În 1980, Bédié a fost ales în Adunarea Națională a Coastei de Fildeș și apoi a fost ales președinte al Adunării Naționale în deceeembrie 1980. A fost reales președinte al Adunării Naționale în 1985 și 1990.

## Președinție (1993–1999)
În calitate de președinte al Adunării Naționale, Bédié i-a succedat președintelui de lungă durată Félix Houphouët-Boigny. El a anunțat că preia președinția la televiziunea de stat la câteva ore după moartea lui Houphouët-Boigny, la 7 decembrie 1993. A urmat o scurtă luptă pentru putere între Bédié și prim-ministrul Alassane Ouattara; Bédié a avut succes și Ouattara a demisionat din funcția de prim-ministru pe 9 decembrie. Bédié a fost ulterior ales președinte al PDCI în aprilie 1994. Conform Constituției, el a fost președinte interimar pentru restul celui de-al șaptelea mandat al lui Houphouët-Boigny.
În calitate de președinte, Bédié a încurajat stabilitatea națională, dar a fost acuzat de represiune politică și niveluri stratosferice de corupție. La alegerile prezidențiale din octombrie 1995, codul electoral a fost modificat pentru a cere candidaților la preșeedinție să se fi născut din doi părinți ivorieni și să fi locuit în țară timp de cinci ani înainte de alegeri. S-a crezut că aceste prevederi au fost vizate de Ouattara. El locuia în Statele Unite din 1990, în timp ce era director general adjunct al Fondului Monetar Internațional, iar tatăl său se zvonește că ar fi din Burkina Faso. Cele două partide principale de opoziție, Mitingul Republicanilor (RDR) și Frontul Popular Ivoirian (FPI), au decis să boicoteze alegerile, iar Bédié a câștigat alegerile cu 96% din voturi.
Bédié a fost răsturnat printr-o lovitură de stat militară la 24 decembrie 1999, după ce a respins cererile soldaților care s-au revoltat la 23 deceembrie; una dintre aceste revendicări a fost eliberarea membrilor RDR. Generalul în retragere Robert Guéï a devenit președinte. Bédié a fugit la o bază militară franceză înainte de a părăsi Coasta de Fildeș cu elicopterul pe 26 decembrie și a plecat în Togo, împreună cu membrii familiei. La sosirea sa pe aeroportul din Lomé, a fost întâmpinat de președintele togolez Gnassingbé Eyadéma.

## Post-președinție
Bédié a părăsit Togo la 3 ianuarie 2000 și a plecat la Paris. PDCI a anunțat la începutul anului 2000 că va organiza un congres pentru a alege noua conducere, iar Bédié a denunțat acest lucru ca fiind un „ lovitură de stat”; partidul a decis să-l mențină pe Bédié la conducere. La începutul lunii iunie 2000, a fost emis un mandat internațional de arestare pentru Bédié și Niamien N'Goran, care fuseseră sub conducerea lui Bédié în calitate de ministru de finanțe, pentru presupus furt de fonduri publice. Vorbind la televiziunea franceză, Bédié a spus că nu este îngrijorat că ar putea fi returnat în Coasta de Fildeș pentru a fi judecat în mâna unui guvern pe care el îl considera ilegal, exprimându-și „credința în legea Franței”.
Bédié s-a înregistrat ca candidat la alegerile prezidențiale din octombrie 2000, deși Emile Constant Bombet, care fusese ministru de Inteerne în timpul lui Bédié, l-a învins pentru nominalizarea prezidențială a PDCI în august. Curtea Constituțională a interzis lui Bédié să candideze împreună cu Bombet și, la 10 octombrie, Bédié a cerut boicotarea alegerilor.
La 23 iunie 2001, Laurent Gbagbo, care fusese ales președinte la alegerile din 2000, s-a întâlnit cu Bédié la Paris și l-a îndemnat să se întoarcă în Coasta de Fildeș. S-a întors în cele din urmă pe 15 octombrie 2001. Câteva zile mai târziu, la cererea sa, cel de-al 11-lea Congres ordinar al PDCI a fost amânat pe termen nelimitat.
Bédié a vorbit la un forum național de reconciliere la 12 noiembrie 2001. El a atribuit criza politică a țării loviturii de stat din decembrie 1999 și a îndeemnat toți politicienii ivorieni să denunțe lovitura de stat. El a mai spus că conceptul naționalist de Ivoirité, care a fost promovat în timpul președinției sale, a fost o încercare de a consolida „identitatea culturală” și nu un mijloc de excludere politică. Potrivit criticilor Ivoriité, a fost dezbinat, xenofob și intenționează să elimine competiția politică din Ouattara - despre care se pretindea că este fiul părinților burkinabe - dar Bédié a respins această critică. Când Congresul PDCI a avut loc în aprilie 2002, Bédié l-a învins pe Laurent Dona Fologo pentru conducerea partidului; a primit 82% din voturi.
Ulterior, Bédié a petrecut încă un an în Franța, revenind în Coasta de Fildeș pe 11 septembrie 2005. La întoarcere, el a spus că președintele Gbagbo nu ar trebui să rămână în funcție după încheierea mandatului său în octombrie 2005 și că ar trebui instalat un guvern de tranziție.
Într-un interviu acordat Agence France Presse pe 20 mai 2007, Bédié a spus că va fi candidatul PDCI la următoarele alegeri prezidențiale, care urmau să aibă loc aapoi în 2008.
Bédié s-a adresat unui miting la Dabou pe 22 septembrie 2007, în care a declarat neceesitatea unui „tratament de șoc” pentru a readuce țara la normal, a promis că va restabili economia și l-a criticat ferm pe Gbagbo.
În iunie 2020, Bédié a anunțat că va candida la alegerile prezidențiale din octombrie în numele Partidului Democrat din Côte d'Ivoire. El a ajuns pe locul trei, cu 1,68% din voturi.
Bédié a murit la 1 august 2023 la un spital privat din Abidjan, Coasta de Fildeș, la vârsta de 89 de ani.